# 더 크로우
"더 크로우"(영어: The Crow)는 2024년 개봉한 미국의 고딕 슈퍼히어로 영화로, 루퍼트 샌더스가 감독을 맡았다. 제임스 오바의 동명 만화책이 영화의 원작이며, 1994년 동명 영화를 리메이크한 작품이다.

## 출연

### 주연
- 빌 스카스가드 : 에릭 드레이븐 / 더 크로우 역
- 에프케이에이 트위그스 : 셸리 웹스터 역

### 조연
- 대니 휴스톤 : 빈센트 로에그 역
- 라우라 비른 : 마리안 역
- 조던 볼거 : 챈스 역
- 사미 부아질라 : 크로노스 역
- 이저벨라 웨이 : 제이디 역

## 참고 사항
- 원작을 감독한 알렉스 프로야스는 리메이크에 대해 공개될 때부터 큰 불만을 표했으며, 개봉 후 본작의 평가나 초반 흥행이 시원찮자 '박스오피스가 피바다다', '제작진들이 영화를 망쳐놓는 방법의 완벽한 교보재인 이 작품을 영화 학교에 제공해야 한다, 어차피 주말 이후엔 이 영화가 극장에선 필요없을테니까' 라는 등 노골적으로 비웃는 반응을 보여 구설수에 올랐다. 물론 본작의 작품성이 낮은 것도 사실이고, 리메이크돼서 자기 작품의 이미지가 훼손되는 걸 싫어할 수야 있다지만 그래도 도를 넘는 비꼼은 좀 심했다는 반응이 대다수다. 무엇보다 프로야스의 마지막 작품이 할리우드에선 역대급 망작으로 악명 높은 갓 오브 이집트다보니 그런 말을 할 자격이 있긴 하냐는 비판 또한 나왔다.